# Pristimantis acuminatus
Pristimantis acuminatus Shreve, 1935 è una rana della famiglia Strabomantidae.